# 멕시코 연방 도로 제1D호선
멕시코 연방 도로 제1D호선(스페인어: Carretera Federal 1D, 영어: Mexican Federal Highway 1D)은 바하칼리포르니아 주의 티후아나와 엔세나다(en:Ensenada, Baja California)를 잇는 멕시코 연방 도로의 하나로, 멕시코 연방 도로 제1호선의 유료 및 고속화 노선이다. 총연장은 98.17 km이다.
멕시코 연방 도로 제1호선에 비해 태평양에 매우 근접하게 위치해 있기 때문에, 바다 경관이 좋은 곳으로 알려져 있다.

## 주요 경유지
- 바하칼리포르니아 주
  - 티후아나 (Tijuana)
  - 플라야스 데 로사리토 (es:Municipio de Playas de Rosarito)
  - 엔세나다 (es:Ensenada (Baja California))

## 같이 보기
- 멕시코 연방 도로
- 멕시코 연방 도로 제1호선